# 小林商会
小林商会（こばやししょうかい、1914年 設立 - 1917年 倒産）は、かつて存在した東京の映画会社である。大正初期の無声映画時代に小林喜三郎が設立、映画の製作と配給を行なった。実質1年程度しか活動できずに倒産した。

## 略歴・概要

### 天活設立前夜
東京の映画会社「常盤商会」の小林喜三郎が設立した会社である。当時の「常盤商会」は、大阪の山川吉太郎が1913年秋に設立した「東洋商会」に、小林が急造した「常盤商会日暮里撮影所」（北豊島郡日暮里町元金杉638番）を提供、「東洋商会東京日暮里撮影所」として稼動させていた。山川の「東洋商会」は同1913年10月 - 翌1914年1月の間に映画を製作・配給するが、それと入れ替わりで「小林商会」が映画の製作・配給を始めた。1914年（大正3年）1月11日、設立第一作『有馬怪猫伝』と『無尽の夫婦』が浅草キリン館ほかで公開された。同社は、同年3月には製作と配給を休止する。
1914年（大正3年）3月17日、小林と山川は「天然色活動写真」（天活）を設立、本社を東京・日本橋に置き、日暮里撮影所を「天然色活動写真日暮里撮影所」とし、わずか3週間後の4月3日には設立第一作を公開した。しかし同年9月には小林も山川も取締役を辞職し、それぞれが「小林商店」と新設の「山川興行部」に天活から東と西との興行権を分割して委任された。

### 天活との競合
1916年秋には休止していた製作を再開、元福宝堂の脚本家篠山吟葉を日活向島撮影所から引き抜いたほか、天活の役者を多く引き抜いた。中村秋孝、佐川素経、静田健、多知花静衛、石川新水、桂寿郎、村瀬蔦子、小堀誠、高部幸次郎、市川海老十郎、栗島狭衣、井上正夫、木下吉之助、武田清子といった人材である。井上正夫は女形ではなく女優を起用した「新時代劇協会」（1910年結成）の代表であり、栗島狭衣は当時子役として活躍していた栗島すみ子の養父である。
1916年（大正5年）10月30日、『母の心』（京橋豊玉館ほか）と翌31日『霊火』（浅草みくに座）が製作再開作品である。その後も撮影部の長井信一を天活から引き抜き、時代劇について歌舞伎界からの新しい俳優を迎えるほかは、香川二郎、藤村芳衛、藤村秀夫、梅島昇、石井薫、山口勝太郎、松下彦太郎、阪本忠夫、島田喜多子、島田小次郎、関根達発、深沢恒造、中野信近といったおもに現代劇の俳優をなおも天活から引き抜き、翌1917年にはフル稼働で55本もの映画を量産した。
同社は天活をライヴァル視し、量産とともに奇策を放った。1917年3月11日、天活が製作した人気作家菊池幽芳原作、村田正雄主演の映画『毒草』の公開日に、まったく同じ原作、同じタイトルで、天活から引き抜いた井上正夫監督、栗島狭衣脚本そしてふたりの主演による『毒草』をぶつけてきたのである。さらには同月内に、同一原作、高部幸次郎主演の中篇映画『毒草』を公開している。浅草では、大勝館（天活）と三友館（小林）で、同日2本の異なった『毒草』が同時に上映されたほか、同月中にみくに座でもう一本べつの『毒草』が公開された。
また同年、前年1916年に東京パック社から引き抜いた漫画家幸内純一にアニメーション映画をつくらせたが、これは1915年に日活向島撮影所が洋画家北山清太郎を採用しアニメの研究を初め、天活もこれにならい下川凹夫を採用したことで競争が始まった。最終的には天活の『凸坊新畫帖 芋助猪狩の巻』が1917年1月に公開されて、「国産初のアニメ映画」の称号を勝ち取ったわけだが、小林商会はこれに6か月遅れて、同年7月にやっと幸内監督の『塙凹内名刀之巻』を発表できた。

### 終焉
こういった無理がたたり、同社は製作再開後1年足らずで倒産する。同年8月31日に浅草三友館ほかで公開された、同社の時代劇スターだった市川海老十郎主演の『佑天吉松』と、現代劇スター俳優兼監督だった井上正夫監督の『かがやき』が最後の作品となった。
同社の倒産の後、小林は1919年3月のD・W・グリフィス監督の超大作無声映画『イントレランス』（1916年）の日本での興行を仕掛け、通常「20銭」程度の入場料を「10円」という高額に設定した。私立大学の授業料月額3円50銭（東京理科大学）の時代である。これでメガヒットを起こし話題になるが、それまで、小林はしばしなりを潜めた。

## フィルモグラフィ
わかっているだけで78本ある。4年間に80本近く、1917年だけでも55本もの映画が製作・配給された。
1914年1月 - 3月
- 有馬怪猫伝 1914年1月11日 ※設立第一作
- 無尽の夫婦 1914年1月11日
- 十六夜清心 1914年1月
- 河内山 1914年2月
- 勇み肌 1914年2月
- 宇和島騒動 1914年2月
- 新比翼塚 1914年2月
- 電信のお若 1914年2月
- 黒雲 1914年3月 原作・脚本篠山吟葉
- 佐野次郎左衛門 1914年3月 ※以降1年半中断（1914年4月 - 1916年10月）

1916年10月 - 11月
- 母の心 1916年10月30日 出演中村秋孝、佐川素経、静田健、多知花静衛、三木久雄
- 霊火 1916年10月31日 出演石川新水、桂寿郎、村瀬蔦子、小堀誠、高部幸次郎
- 立太子式当日市中雑観 1916年11月 ※天活含む7社競作
- 血ぞめの鑿 1916年11月 出演高部幸次郎、村瀬蔦子、小堀誠、市川菊子、桂寿郎
- 敷島物語 1916年11月 出演市川海老十郎、市川鶴十郎、市川桔代三郎
- 霜の夜 1916年11月 出演高部幸次郎、石川新水、小堀誠、桂寿郎、市川菊子、村瀬蔦子
- 薄き緑し(浅草情話) 1916年11月

1916年12月作品
- 不破と名古屋 出演中村介十郎、実川雁丈
- 破れ三味線
- 怪談敷島譚 出演市川海老十郎、市川介十郎、市川桔代三郎
- 生さぬ仲 監督・主演井上正夫、共同監督賀古残夢、原作柳川春葉、出演秋元菊弥、木下吉之助、吉田塩作、小林利之、栗島狭衣、武田清子
- 伽羅先代萩 出演市川海老十郎、市川介十郎、市川市女蔵、市川桝之丞、片岡市勇、実川雁丈
- 聖人坂化銀杏 出演市川海老十郎、市川桝之丞、中村吉蔵、片岡市勇、市川介十郎、実川雁丈

1917年1月作品
- 浄るり坂 出演市川介十郎、実川雁丈、市川海老十郎、市川桝之丞
- 纏の花 出演香川二郎、藤村芳衛、藤村秀夫、吉田豊作、小林利之、梅島昇、栗島狭衣、秋元菊弥
- 大正六年消防出初式 ※短篇ドキュメンタリー
- 月魂
- 安達ケ原 出演市川海老十郎、市川紅若、市川桔代三郎
- 大尉の娘 監督・出演井上正夫、原作中内蝶二、脚本篠山吟葉、撮影長井信一、出演木下吉之助、藤野秀夫、松永猛
- 心の花 出演石川新水、桂寿郎、石井薫、国島敏良、市川菊子、小堀誠、高部幸次郎
- 黒田騒動 出演片岡市女蔵、市川介十郎、実川雁丈、市川蝠十郎、市川海老十郎、市川桝之丞
- 二人妻 出演佐川素経、静田健、巻野憲治、多知花静衛、木下八百子、山口勝太郎、中村秋孝、関根達発

1917年2月作品
- 石川五右衛門 出演市川海老十郎、市川介十郎、市川桝之丞、中村吉蔵
- 心の闇 出演多知花静衛、木下八百子、静田健、松下彦太郎、山口勝太郎、佐川素経、中村秋孝、巻野憲二、関根達発
- 緑の糸 原作伊原青々園、出演石川新水、高部幸次郎、小堀誠、桂寿郎、市川菊子、阪本忠夫、国島敏良、浜尾辰哉、島田喜多子
- 朧夜 出演中村秋孝、静田健、多知花静衛、木下八百子、松下彦太郎、関根達発、島田小次郎、石井薫、山口勝太郎
- 湖畔の家 出演花浦咲子、高部幸次郎、桂寿郎
- 慶安大平記

1917年3月作品
- 侠艶録 原作佐藤紅緑、出演木下八百子、佐川素経、中村秋孝、松下彦太郎
- 宇都宮釣天井 出演市川海老十郎、市川桝之丞、実川雁丈、片岡市勇、市川介十郎
- 毒草 監督・主演井上正夫、原作菊池幽芳、脚本・出演栗島狭衣、撮影長井信一、出演木下吉之助、梅島昇、葛城文子、藤村秀夫、吉岡啓太郎 ※長篇、浅草三友館
- 毒草 原作菊池幽芳、出演高部幸次郎、市川菊子、花浦咲子、小堀誠、桂寿郎、野寺正一 ※中篇 浅草みくに座

1917年4月作品
- 白髪夜叉 出演市川菊子、花浦咲子、桂寿郎、小堀誠、高部幸次郎
- 小三金五郎 出演片岡千女蔵、市川莚三、市川蔦次郎、中村吉十郎
- むれつばめ 出演中野信近、松下彦太郎、岩崎勲、静田健、山口勝太郎、島田小次郎
- 檜山騒動相馬大作 出演中村吉十郎、片岡市女蔵、市川福十郎、片岡市勇、市川蔦次郎、中村吉蔵
- 此の子の親 監督・主演井上正夫、出演葛城文子、吉岡啓太郎、木下吉之助、梅島昇、藤村秀夫、藤村芳衛 ※長篇
- 夜半の嵐 出演市川菊子、島田喜多子、桂寿郎、小堀誠、高部幸次郎
- 大名五郎蔵 出演片岡市女蔵、中村吉十郎、市川蔦二郎、中村吉蔵、中村蝠十郎、片岡市勇 ※長篇
- 深雪物語 出演中野信近、静田健、松下彦太郎、池田市郎 ※長篇
- 誓 脚本西脇静雨、出演市川菊子、小池春枝、桂寿郎、堀川浪之助、小堀誠
- 駅伝競争
- 羽衣草

1917年5月作品
- 団七九郎兵衛 出演中村吉十郎、中村吉蔵、片岡市女蔵、片岡市勇、市川莚三
- 娘気質 出演中野信近、島田小次郎、西野薫、池田市郎、静田健、松下彦太郎
- 上野夜話 出演市川菊子、桂寿郎、堀川浪之助、小堀誠
- 桜木お蝶 出演市川莚三、片岡市勇、中村吉十郎、片岡市女蔵 ※長篇
- 漁夫の娘 出演中野信近、静田健、松下彦太郎、西野薫
- 一村雨 出演小池春枝、市川菊子、桂寿郎、西田敏夫、小堀誠
- 八百屋お七 出演坂東秋子、中村吉蔵、中村吉十郎、片岡千女蔵、片岡市勇、中村歌之助
- 夫の仇 出演中野信近、静田健、西野薫、松下彦太郎、多知花静衛
- 海底の重罪 脚本・出演栗島狭衣、出演深沢恒造、木下吉之助、梅島昇、葛城文子

1917年6月作品
- 黄金窟 出演小池春枝、市川菊子、桂寿郎、西田敏夫、小堀誠
- 永録曾我譚 出演片岡市女蔵、市川蝠十郎、嵐松五郎、片岡市勇、市川歌之助、中村吉十郎 ※長篇
- 野狐三次 出演中村吉十郎、片岡市勇、中村吉蔵、嵐松五郎、片岡市女蔵、嵐雁丈 ※長篇
- 此糸蘭蝶 出演谷口元三郎、中村菊之助、中村吉十郎、片岡市女蔵、片岡市勇 ※長篇
- 浮世の波 出演中野信近、関根達発、静田健、西野薫、若水美登里
- 塙凹内名刀之巻 監督・作画幸内純一（短篇アニメーション）
- 浮世の義理

1917年7月作品
- 三勝半七 出演中村菊之助、市川米次、市川莚三、中村吉十郎、片岡市勇
- 国定忠次 出演谷口元三郎、中村吉十郎、片岡市勇、片岡市女蔵、嵐松五郎、中村菊之助 ※長篇
- 儚き母子 出演関根達発 静田健 西野薫 島田小次郎 中野信近
- 忘れがたみ 出演藤田芳美、西田敏夫、波多譲、国島敏良、小堀誠
- 茶目坊空気銃の巻 監督・作画幸内純一（短篇アニメーション）

1917年8月作品
- 塙凹内かっぱまつり 監督・作画幸内純一（短篇アニメーション）
- 奥田義人氏市葬の実況 ※短篇ドキュメンタリー、天活と日活との3社競作
- 佑天吉松 出演市川海老十郎、中村吉十郎、片岡市女蔵、市川莚三、片岡市勇
- かがやき 監督・主演井上正夫、中山歌子、松永猛、藤村菊衛、小林利之、藤村秀夫、藤島昇、吉田豊作